# Seguapallene crassa
Seguapallene crassa är en havsspindelart som beskrevs av Child, C.A. 1990. Seguapallene crassa ingår i släktet Seguapallene och familjen Callipallenidae. Inga underarter finns listade i Catalogue of Life.